# 加布里埃尔·伯根
加布里埃尔·伯根（英語：Gabriel Bergen，1982年7月6日—），加拿大男子赛艇运动员。他曾代表加拿大参加2012年夏季奥林匹克运动会赛艇比赛，获得男子八人单桨有舵手银牌。